# لو مارینی
لو مارینی (انگلیسی: Lou Marini؛ ۱۳ مهٔ ۱۹۴۵ – ۲۰۰۸-۰۵) یک موسیقی‌دان اهل ایالات متحده آمریکا بود. وی از سال ۱۹۶۰ میلادی تاکنون مشغول فعالیت بوده‌است.
از فیلم‌ها یا برنامه‌های تلویزیونی که وی در آن نقش داشته است می‌توان به برادران بلوز ۲۰۰۰ اشاره کرد.